# Die Sechs-Millionen-Dollar-Familie/Episodenliste
Die Liste der Episoden der Sechs-Millionen-Dollar-Familie umfasst eine Auflistung der Episoden der amerikanischen Zeichentrickserie Die Sechs-Millionen-Dollar-Familie, sortiert nach der US-Erstausstrahlungsreihenfolge.
Die Erstausstrahlung der Serie erfolgte in den USA, beginnend mit der 22-teiligen ersten Staffel, am 19. April 1987 und kurze Zeit später folgte eine 43-teilige zweite Staffel. Beide Staffeln wurden dabei auf mehreren Sendern gleichzeitig in Syndikation gesendet. In Deutschland wurde die Serie ab dem 18. Juli 1992 auf RTL immer Samstag vormittags in deutscher Erstausstrahlung gezeigt. Ab 1998 folgten mehrere Wiederholungen bei Super RTL.

## Staffel 1
| Nr. (ges.) | Nr. (St.) | Deutscher Titel                     | Originaltitel                   | Erstausstrahlung USA | Deutschsprachige Erstausstrahlung (D) | Drehbuch                             |
| ---------- | --------- | ----------------------------------- | ------------------------------- | -------------------- | ------------------------------------- | ------------------------------------ |
| 1          | 1         | Im Tal der Schatten                 | Valley of Shadows               | 19. Apr. 1987        | 25. Juli 1992                         | Gordon Bressack                      |
| 2          | 2         | Der Drachenfels                     | Enter the Bunji                 | 19. Apr. 1987        | 1. Aug. 1992                          | Larry Ditillio                       |
| 3          | 3         | Zukunftsträume                      | Eric Bats a Thousand            | 26. Apr. 1987        | 8. Aug. 1992                          | Burt Wetanson                        |
| 4          | 4         | Unsterblich verliebt                | Klunk in Love                   | 26. Apr. 1987        | 15. Aug. 1992                         | Pamela Hickey & Dennys McCoy         |
| 5          | 5         | Musik liegt in der Luft             | Radio Scarab                    | 3. Mai 1987          | 22. Aug. 1992                         | Karen Willson & Chris Weber          |
| 6          | 6         | Kindheitserinnerungen               | Family Affair                   | 3. Mai 1987          | 29. Aug. 1992                         | Eric Lewald                          |
| 7          | 7         | Das Geheimlabor                     | Happy Birthday, Amadeus         | 10. Mai 1987         | 19. Sep. 1992                         | Burt Wetanson                        |
| 8          | 8         | Der Geistesblitz                    | Brain Food                      | 10. Mai 1987         | 26. Sep. 1992                         | Jack Enyad                           |
| 9          | 9         | Ronny Rollstuhl                     | Just a Little Handicap          | 17. Mai 1987         | 3. Okt. 1992                          | Francis Moss                         |
| 10         | 10        | Das erste Abenteuer                 | Bionics On! The First Adventure | 17. Mai 1987         | 18. Juli 1992                         | Gerard Baldwin                       |
| 11         | 11        | Zurück in die Vergangenheit, Teil 1 | Back to the Past - Part 1       | 24. Mai 1987         | 5. Sep. 1992                          | Pamela Hickey & Dennys McCoy         |
| 12         | 12        | Zurück in die Vergangenheit, Teil 2 | Back to the Past - Part 2       | 24. Mai 1987         | 12. Sep. 1992                         | Pamela Hickey & Dennys McCoy         |
| 13         | 13        | Fluffi auf abwegen                  | Fugitive F.L.U.F.F.I.           | 31. Mai 1987         | 10. Okt. 1992                         | Gordon Bressack                      |
| 14         | 14        | Die gestohlene Zeit                 | Nick of Time                    | 31. Mai 1987         | 17. Okt. 1992                         | Paul Davids & Gordon Bressack        |
| 15         | 15        | Die Verjüngungsmaschine             | Youth or Consequences           | 7. Juni 1987         | 24. Okt. 1992                         | Troy Schmidt & Jeff Holder           |
| 16         | 16        | Der Androide                        | Extra Innings                   | 7. Juni 1987         | 31. Okt. 1992                         | Jina Bacaar                          |
| 17         | 17        | Tempel des verlorenen Samurai       | Return of the Bunji             | 14. Juni 1987        | 7. Nov. 1992                          | Gordon Bressack                      |
| 18         | 18        | Der Fluch der Mumie                 | Crown of the Scarab King        | 14. Juni 1987        | 14. Nov. 1992                         | Burt Wetanson                        |
| 19         | 19        | Helen und der Riesenhummer          | 1001 Bionic Nights              | 21. Juni 1987        | 21. Nov. 1992                         | Lydia C. Marano & Arthur Byron Cover |
| 20         | 20        | Der Einsichtige                     | The Perceptor File              | 21. Juni 1987        | 28. Nov. 1992                         | Craig Miller & Mark Nelson           |
| 21         | 21        | Doktor Hugo Fish                    | Masterpiece                     | 28. Juni 1987        | 5. Dez. 1992                          | Larry Ditillio                       |
| 22         | 22        | Die Hausordnung                     | House Rules                     | 28. Juni 1987        | 12. Dez. 1992                         | Jina Bacaar                          |

## Staffel 2
| Nr. (ges.) | Nr. (St.) | Deutscher Titel                    | Originaltitel                        | Erstausstrahlung USA | Deutschsprachige Erstausstrahlung (D) | Drehbuch                                                   |
| ---------- | --------- | ---------------------------------- | ------------------------------------ | -------------------- | ------------------------------------- | ---------------------------------------------------------- |
| 23         | 1         | Biodroiden greifen an              | Holidaze                             | 8. Sep. 1987         | 19. Dez. 1992                         | Gordon Bressack, John Semper & Cynthia Friedlob            |
| 24         | 2         | Fabrik der Traumwaffen             | Nightmare at Cypress Cove            | 9. Sep. 1987         | 26. Dez. 1992                         | Gordon Bressack                                            |
| 25         | 3         | Die Macht der Musik                | Music Power                          | 10. Sep. 1987        | 2. Jan. 1993                          | Jack Enyart, Gordon Bressack, Pamela Hickey & Dennys McCoy |
| 26         | 4         | Der Ameisenstaat                   | The Hive                             | 11. Sep. 1987        | 9. Jan. 1993                          | Randy Lofficier                                            |
| 27         | 5         | Der Super-Computer                 | Mindlink                             | 14. Sep. 1987        | 16. Jan. 1993                         | John Bradford, Pamela Hickey & Dennys McCoy                |
| 28         | 6         | Denkende Cyphronen                 | I Compute, Therefore I Am            | 15. Sep. 1987        | 23. Jan. 1993                         | Evelyn Gabai & Gordon Bressack                             |
| 29         | 7         | Der Bionic-Test                    | Pass/Fail                            | 16. Sep. 1987        | 30. Jan. 1993                         | Buzz Dixon                                                 |
| 30         | 8         | Der Waffenstillstand               | Born to Be Bad                       | 17. Sep. 1987        | 6. Feb. 1993                          | Jack Enyart & Gordon Bressack                              |
| 31         | 9         | Zeit des Erwachens, Teil 1         | A Clean Slate – Part 1               | 18. Sep. 1987        | 13. Feb. 1993                         | Gordon Bressack                                            |
| 32         | 10        | Zeit des Erwachens, Teil 2         | A Clean Slate – Part 2               | 21. Sep. 1987        | 20. Feb. 1993                         | Gordon Bressack                                            |
| 33         | 11        | Die Wüste lebt                     | Spin Out                             | 22. Sep. 1987        | 27. Feb. 1993                         | Ted Perry                                                  |
| 34         | 12        | Der Mann im Mond                   | The Man in the Moon                  | 23. Sep. 1987        | 6. März 1993                          | Gerard Baldwin                                             |
| 35         | 13        | Auf den Spuren von Sherlock Holmes | The Case of the Baker Street Bionics | 24. Sep. 1987        | 13. März 1993                         | John Semper                                                |
| 36         | 14        | Die Kraft der Meditation           | Now You See Me…                      | 25. Sep. 1987        | 20. März 1993                         | Stef Donev & Mary Kaiser Donev                             |
| 37         | 15        | Die Kristallkugel                  | Crystal Clear                        | 28. Sep. 1987        | 3. Apr. 1993                          | Stef Donev & Mary Kaiser Donev                             |
| 38         | 16        | Zurück in die Zukunft              | You've Come a Long Way, Baby!        | 29. Sep. 1987        | 10. Apr. 1993                         | Jina Bacaar                                                |
| 39         | 17        | Captain Stereopolis                | Up and Atom                          | 30. Sep. 1987        | 17. Apr. 1993                         | Gordon Bressack, Lydia C. Marano & Arthur Byron Cover      |
| 40         | 18        | Amateurfilme                       | Home Movies                          | 1. Okt. 1987         | 24. Apr. 1993                         | Craig Miller & Mark Nelson                                 |
| 41         | 19        | Der grüne Teer                     | Scarabscam                           | 2. Okt. 1987         | 1. Mai 1993                           | John Welden                                                |
| 42         | 20        | Kaleidoskop                        | Kaleidoscope                         | 5. Okt. 1987         | 8. Mai 1993                           | Gordon Bressack, Pamela Hickey & Dennys McCoy              |
| 43         | 21        | Bionic Sechs im Märchenland        | Once Upon a Crime                    | 6. Okt. 1987         | 15. Mai 1993                          | Pamela Hickey & Dennys McCoy                               |
| 44         | 22        | Scarabs Frühlingsgefühle           | Mrs. Scarab                          | 7. Okt. 1987         | 29. Mai 1993                          | Jim MacGeorge & Frank Ridgeway                             |
| 45         | 23        | Käpt'n Kilowatt                    | The Secret Life of Wellington Forsby | 8. Okt. 1987         | 5. Juni 1993                          | Francis Moss & Gordon Bressack                             |
| 46         | 24        | Pilze, Pech und Pannen             | The Fungus Among Us                  | 9. Okt. 1987         | 12. Juni 1993                         | Gordon Bressack                                            |
| 47         | 25        | Duell im Weltraum                  | Bottom of the Ninth Planet           | 12. Okt. 1987        | 19. Juni 1993                         | Gordon Bressack                                            |
| 48         | 26        | Der dreifache Scarab               | Triple Cross                         | 13. Okt. 1987        | 26. Juni 1993                         | Rick Holicker, Heidi J. Holicker & Gordon Bressack         |
| 49         | 27        | Scarab der Große, Teil 1           | I, Scarab - Part 1                   | 14. Okt. 1987        | 3. Juli 1993                          | Gordon Bressack, Pamela Hickey & Dennys McCoy              |
| 50         | 28        | Scarab der Große, Teil 2           | I, Scarab - Part 2                   | 15. Okt. 1987        | 10. Juli 1993                         | Gordon Bressack, Pamela Hickey & Dennys McCoy              |
| 51         | 29        | Scabracadabra                      | Scabracadabra                        | 16. Okt. 1987        | 17. Juli 1993                         | Craig Miller & Mark Nelson                                 |
| 52         | 30        | Ver-flix-t                         | The Glitch                           | 19. Okt. 1987        | 17. März 1993                         | Kathy Seibert                                              |
| 53         | 31        | Die Leichtigkeit der Schwerkraft   | A Matter of Gravity                  | 20. Okt. 1987        | 24. Juli 1993                         | Francis Moss                                               |
| 54         | 32        | Der Gewaltherrscher                | The Elemental                        | 21. Okt. 1987        | 21. Aug. 1993                         | Pamela Hickey & Dennys McCoy                               |
| 55         | 33        | Ich bin die Viper                  | I Am the Viper                       | 22. Okt. 1987        | 28. Aug. 1993                         | Gordon Bressack & Gerard Baldwin                           |
| 56         | 34        | Schatten und Licht                 | Shadow Boxer                         | 23. Okt. 1987        | 11. Sep. 1993                         | John Welden & Gordon Bressack                              |
| 57         | 35        | Das Geheimnis des Tempelmeisters   | Call of the Bunji                    | 2. Nov. 1987         | 31. Juli 1993                         | Stef Donev & Mary Kaiser Donev                             |
| 58         | 36        | Eine tolle Truppe                  | A Super Bunch of Guys                | 3. Nov. 1987         | 7. Aug. 1993                          | Craig Miller & Mark Nelson                                 |
| 59         | 37        | Bananen-Harry                      | The Monkey Has Landed                | 4. Nov. 1987         | 14. Aug. 1993                         | Gordon Bressack                                            |
| 60         | 38        | In geheimer Mission                | Ready, Aim, Fired                    | 5. Nov. 1987         | 18. Sep. 1993                         | Craig Miller & Mark Nelson                                 |
| 61         | 39        | Die Zauberharfe                    | Love Note                            | 6. Nov. 1987         | 25. Sep. 1993                         | Gordon Bressack                                            |
| 62         | 40        | Der Zankknochen                    | Bone of Contention                   | 9. Nov. 1987         | 22. Mai 1993                          | Randy Lofficier                                            |
| 63         | 41        | Das Müllmonster                    | Junk Heap                            | 10. Nov. 1987        | 4. Sep. 1993                          | Marc Scott Zicree                                          |
| 64         | 42        | Scarabina will nach oben           | The Return of Mrs. Scarab            | 11. Nov. 1987        | 2. Okt. 1993                          | Gordon Bressack                                            |
| 65         | 43        | Das war’s Leute                    | That’s All, Folks!                   | 12. Nov. 1987        | 9. Okt. 1993                          | Gordon Bressack                                            |